# Gambas
Gambas — объектно-ориентированный диалект языка BASIC, дополненный интегрированной средой разработки и работающий на GNU/Linux и других UNIX-подобных операционных системах. Он представляет собой средство разработки программного обеспечения, аналогичное Visual Basic в плане разработки программ на Basic. Gambas задумывался как альтернатива для Visual Basic разработчиков, решивших перейти на Linux.
Gambas — рекурсивный акроним от англ. Gambas Almost Means BASic, что в дословном русском переводе выглядит как «Gambas Почти Означает Basic», а более привычно русскому уху: «Gambas — почти Basic».
Само слово Gambas с испанского переводится как креветка, которая собственно и изображена на логотипе.
Разработка Gambas была начата в Париже Бенуа Минисини в 1999 году.
Gambas является свободным программным обеспечением и выпущен под лицензией GNU General Public License. Один из основных компонентов Gambas, позволяющий создавать графические приложения gb.qt использует библиотеку Qt, распространяемую под лицензией LGPL.

## Особенности
- Работа с базами данных, такими как MySQL, PostgreSQL, Firebird, SQLite и ODBC.
- Создание приложения KDE с DCOP.
- Использование 3D API OpenGL.
- Портирование программ с Visual Basic на Gambas.
- Возможность создавать сетевые решения.
- Создание инсталляционных пакетов для основных дистрибутивов — RPM, deb

## Компоненты
Gambas содержит множество компонентов, расширяющих функциональные возможности языка. Большинство компонентов написаны автором, но есть также предоставленные сообществом.
- gb — Родной класс Gambas, обеспечивающий базовые возможности
- gb.chart — Позволяет применять в программах диаграммы и графики
- gb.compress — функции сжатия и распаковки
- gb.crypt — шифрование MD5/DES
- gb.db — позволяет Gambas работать с различными СУБД
- gb.db.mysql — использование специфических функций MySQL
- gb.db.odbc — использование специфических функций ODBC
- gb.db.postgresql — использование специфических функций PostgreSQL
- gb.db.sqlite3 — использование специфических функций SQLite
- gb.debug — функции отладки
- gb.desktop — использование шаблонов проекта Portland
- gb.gtk — инструменты для создания приложений GTK
- gb.qt — инструменты для создания приложений qt
- gb.image — функции обработки изображений
- gb.net — сетевые функции
- gb.net.curl — расширение сетевых функций, использование curl.
- gb.smtp — SMTP-клиент
- gb.qt.opengl — OpenGL посредством инструментария qt
- gb.report — дизайнер отчетов
- gb.sdl — функции SDL в Gambas
- gb.sdl.sound — звуковые функции библиотек SDL
- gb.settings — управление настройками приложений. Облегчает управление файлами конфигурации
- gb.v4l — захват видео с различных устройств — ТВ-тюнеров и веб-камер.
- gb.vb — совместимость с VisualBasic
- gb.xml — поддержка XML
- gb.xml.rpc — поддержка функций XML-RPC
- gb.xslt — возможность использования функций libxslt
- gb.web — Позволяет использовать Gambas как серверный язык.

Gambas предназначен для создания графических приложений с помощью инструментария Qt3, GTK а также кросс-проекта Portland. Возможно использование Gambas для создания CGI приложений. Среда разработки Gambas IDE написана с использованием Gambas. Gambas включает в себя GUI дизайнер для оказания помощи в создании пользовательских интерфейсов и Менеджер БД, упрощающий работу с базами данных.

## Пример программы на языке Gambas
Простая программа Hello World на Gambas
```
PUBLIC SUB Main()
  PRINT "Hello world !"
END

```

## Различия Gambas и Visual Basic
Gambas создали для лёгкого перехода с Visual Basic’а, однако есть важные различия между этими двумя языками.
Один из примеров: как Gambas нумерует массивы, которые начинаются с 0. Если определить массив из n элементов, то на Gambas он начинается с 0 и оканчивается n-1, тогда как массив на Visual Basic может начинаться с 0 или 1, и оканчивается всегда n-ым элементом.

## Разработка
Сейчас[когда?] GUI и на GTK, и на Qt3 работает стабильно. Для запуска исполняемых файлов нужна среда выполнения Gambas.